# GNPDA2
GNPDA2 (англ. Glucosamine-6-phosphate deaminase 2) – білок, який кодується однойменним геном, розташованим у людей на короткому плечі 4-ї хромосоми.  Довжина поліпептидного ланцюга білка становить 276 амінокислот, а молекулярна маса — 31 085.
| 10         |  | 20         |  | 30         |  | 40         |  | 50         |
| ---------- |  | ---------- |  | ---------- |  | ---------- |  | ---------- |
| MRLVILDNYD |  | LASEWAAKYI |  | CNRIIQFKPG |  | QDRYFTLGLP |  | TGSTPLGCYK |
| KLIEYHKNGH |  | LSFKYVKTFN |  | MDEYVGLPRN |  | HPESYHSYMW |  | NNFFKHIDID |
| PNNAHILDGN |  | AADLQAECDA |  | FENKIKEAGG |  | IDLFVGGIGP |  | DGHIAFNEPG |
| SSLVSRTRLK |  | TLAMDTILAN |  | AKYFDGDLSK |  | VPTMALTVGV |  | GTVMDAREVM |
| ILITGAHKAF |  | ALYKAIEEGV |  | NHMWTVSAFQ |  | QHPRTIFVCD |  | EDATLELRVK |
| TVKYFKGLMH |  | VHNKLVDPLF |  | SMKDGN     |  |            |  |            |

A: Аланін

C: Цистеїн

D: Аспарагінова кислота

E: Глутамінова кислота

F: Фенілаланін

G: Гліцин

H: Гістидин

I: Ізолейцин

K: Лізин

L: Лейцин

M: Метіонін

N: Аспарагін

P: Пролін

Q: Глутамін

R: Аргінін

S: Серин

T: Треонін

V: Валін

W: Триптофан

Кодований геном білок за функціями належить до гідролаз, фосфопротеїнів. 
Задіяний у таких біологічних процесах як вуглеводний обмін, поліморфізм, альтернативний сплайсинг. 
Локалізований у цитоплазмі.